# Bronisław Kaminski
Bronisław Władysławowicz Kaminski (ros. Бронислав Владиславович Каминский; ur. 4?/16 czerwca 1899 w Dobrzyniu, zm. 28 sierpnia lub 4 października 1944 w Łodzi lub w okresie od maja 1945 w Bardowick) – rosyjski wojskowy, działacz kolaboracyjny, watażka i inżynier pochodzenia polskiego, Brigadeführer Waffen-SS, dowódca Rosyjskiej Wyzwoleńczej Armii Ludowej i 29 Dywizji Grenadierów SS oraz przywódca Republiki Łokockiej, zbrodniarz wojenny zwany „Katem Ochoty” przez swój udział w jej pacyfikacji. Uczestnik rosyjskiej wojny domowej i II wojny światowej.
Starsze publikacje podawały błędnie imię Mieczysław.

## Życiorys
Pochodzenie etniczne i tożsamość Kamińskiego nie są jednoznacznie określone. Według części źródeł, ojciec Kamińskiego był Polakiem, a matka – Niemką. Według innych źródeł pochodził z polskiej rodziny szlacheckiej. Jego ojcem był Franciszek Władysław Kamiński, a matką Ewa Jadwiga z Zabłockich urodzona w Rydze. Według tych źródeł Kaminski urodził się w Dobrzyniu nad Wisłą, a rodzina wkrótce potem przeniosła się do Petersburga.
W 1917 rozpoczął studia na Politechnice w Petersburgu, ale już w 1918 wstąpił jako ochotnik do Armii Czerwonej i walczył w rosyjskiej wojnie domowej. Wstąpił do WKP(b). Po zakończeniu wojny kontynuował studia. Został inżynierem chemikiem. Ożenił się z Anną z Wojtowiczów lub Wójtowiczów i miał z nią syna i trzy córki. W roku 1935 został wyrzucony z WKP(b), a w 1937 aresztowany za krytykowanie stalinowskiej polityki kolektywizacji rolnictwa oraz „współpracę z wywiadem niemieckim i polskim”. Wypuszczony z więzienia w 1941 osiedlił się w Briańsku, gdzie otrzymał posadę inżyniera w miejscowej gorzelni.
Po zajęciu Briańska przez Wehrmacht przyjaciel Kaminskiego Konstantin Woskobojnik został mianowany starostą kolaboracyjnego samorządu miasta Łokot´ w obwodzie briańskim, a Kaminski jego zastępcą. We współpracy z Heinzem Guderianem obaj kolaboranci zorganizowali milicję w liczbie 10 000 uzbrojonych ludzi mającą za zadanie zwalczanie partyzantki radzieckiej. Po śmierci Woskobojnika Kaminski przejął urząd burmistrza i dowódcy formacji proniemieckiej, która w 1942 przybrała nazwę Rosyjskiej Wyzwoleńczej Armii Ludowej (RONA) (ros. Русская Освободительная Народная Армия), a jej stan liczebny osiągnął kilkanaście tysięcy. W tym czasie był on zarządcą tzw. Republiki Łokockiej, terytorium zamieszkanego przez pół miliona ludzi.
Pod koniec 1943, po wycofaniu się Niemców na Białoruś, wcielono do RONA policjantów białoruskich, radzieckich jeńców wojennych i zwolnionych z więzień przestępców. Formację włączono do Waffen-SS i przetworzono w Brygadę Szturmową SS „Kaminski”, a ostatecznie w 1 Rosyjską Dywizję Grenadierów SS. Sam Kaminski otrzymał rangę SS-Brigadeführera i Krzyż Żelazny I klasy. W 1944 brał udział m.in. w tłumieniu powstania warszawskiego w rejonie Ochoty, gdzie RONA popełniła liczne zbrodnie wojenne (mordy, gwałty, rabunki), lecz w walce w mieście spisała się bardzo słabo. Według szacunków, żołnierze brygady popełnili prawie 700 mordów, co stanowi jednak zaledwie ok. 1% ogółu zbrodni hitlerowskich podczas powstania warszawskiego. Kaminski uważał się przy tym za bezpośrednio podległego przywódcy SS Heinrichowi Himmlerowi i nie chciał się stosować do rozkazów generała SS Ericha von dem Bacha-Zelewskiego, dowódcy oddziałów niemieckich w Warszawie.
Wkrótce po odwołaniu z Warszawy, Kaminski został skazany przez Niemców na śmierć za niesubordynację. Jak podaje Norman Davies w swej historii Powstania, wezwano go do Łodzi i upozorowano wypadek samochodowy, a według innej wersji – zasadzkę partyzantów na samochód. Natomiast historyk powstania na Ochocie Józef Kazimierz Wroniszewski twierdzi, że postawiono go na rozkaz Bacha „za unikanie walki, skrajną niesubordynację, grabież prywatnego skarbca i inne przestępstwa przed sądem polowym i bezzwłocznie po wyroku – przed plutonem egzekucyjnym. Jego śmierć była utrzymywana przed brygadą w tajemnicy”. Później, przed Trybunałem Norymberskim, Bach przytaczał egzekucję Kaminskiego jako swą osobistą zasługę i gest protestu wobec Himmlera, a w jednej ze swoich wypowiedzi scharakteryzował Kaminskiego w następujących słowach:

Był awanturnikiem politycznym, wygłaszał do swych ludzi mowy propagandowe o wielkiej, faszystowskiej Rosji, której chciał być przywódcą-führerem. Kobiety i alkohol były treścią jego życia. Dowództwo wojskowe pozostawiał swym dowódcom pułków. Pojęcie własności było mu obce, żadnego narodu nie nienawidził tak, jak Polaków, których wspominał jedynie obelżywymi słowami. Nie chciał się przyłączyć do Własowa; przeciwnie, pragnął kiedyś przez swoje stosunki z Himmlerem wysadzić Własowa z siodła...

Według T. M. Areckiego, Kaminski wbrew oficjalnej wersji nie zginął w 1944 roku, lecz przez wiele miesięcy — od sierpnia lub października 1944 — ukrywał się, aż został ujęty przez Polaków w miejscowości Bardowick, gdzie miał zostać osądzony przez Sąd Samorządowy działający od maja 1945 roku, i stracony na podstawie wyroku.

## Odznaczenia
- Krzyż Żelazny I Klasy
- Medal dla Narodów Wschodnich I Klasy, Złoty z Mieczami
- Czarna Odznaka za Rany